# Kartairios
Kartairios (altgriechisch Καρταιρίος; geboren im 3. oder 4. Jahrhundert; gestorben im 4. oder 5. Jahrhundert) war ein spätantiker griechischer Mosaizist, der in Zypern tätig war.

## Werk
In Tremetoushia in Zypern wurde im Mittelschiff der frühchristlichen Basilika des Heiligen Spyridon auf dem Fußboden ein Mosaik verlegt, dessen zugehörige Inschrift dem Künstler „handwerkliche Geschicklichkeit“ attestierte. Das Mosaik wurde aus einfachen geometrischen Motiven zusammengelegt – ein Ende des 3. Jahrhunderts weit verbreitetes Gestaltungsmittel. Kartairios führte das Kunstwerk in der Art des sogenannten „Regenbogenstils“ aus, der zu den damaligen künstlerischen Strömungen im Raum des östlichen Mittelmeers zählte. In diesem Gebiet seltener anzufinden ist jedoch das von dem Künstler im Mosaik oberhalb der Inschrift eingelegte, mit Juwelen geschmückte Kreuz.
Wenngleich auch noch heute in Zypern zahlreiche Inschriften aus der Spätantike vorliegen, blieb Kartairios der einzige inschriftlich überlieferte zypriotische Kunsthandwerker der Spätantike.